# Pieter Merlier
Pour les articles homonymes, voir Merlier.
Pieter Merlier est un footballeur belge né le 29 mars 1979. Il évolue au poste de gardien de but.

## Biographie
Il dispute avec le club de Zulte Waregem, 43 matchs en première division belge, et 4 matchs en Coupe de l'UEFA.

## Carrière
- 2001-2007 : SV Zulte Waregem  Belgique
- 2007 : Maccabi Herzliya  Israël
- 2008-2010 : Universitatea Cluj-Napoca  Roumanie
- 2011-...K. SV Oudenaarde  Belgique